# Dnipreanî
Dnipreanî (în ucraineană Дніпряни) este o așezare de tip urban din orașul regional Nova Kahovka, regiunea Herson, Ucraina. În afara localității principale, mai cuprinde și satele Korsunka, Novi Laheri și Pișceane.

## Demografie
Componența lingvistică a așezării de tip urban Dnipreanî
     Ucraineană (78,73%)
     Rusă (18,67%)
     Alte limbi (0,49%)
Conform recensământului din 2001, majoritatea populației așezării de tip urban Dnipreanî era vorbitoare de ucraineană (78,73%), existând în minoritate și vorbitori de rusă (18,67%).